# Year of the Snitch
Year of the Snitch es el sexto álbum de estudio del grupo experimental de hip hop Death Grips, lanzado el 22 de junio de 2018 a través de Third Worlds y Harvest Records .

## Antecedente
Con el lanzamiento de Steroids (Crouching Tiger Hidden Gabber Megamix), Death Grips anunció que estaban "trabajando en el nuevo álbum de Death Grips". La banda ha hecho evidente a través de las redes sociales que habían estado trabajando con ambiciosos colaboradores para la creación del proyecto durante la promoción del álbum, incluidas colaboraciones en el estudio con el músico experimental australiano Lucas Abela, el director de cine neozelandés Andrew Adamson y Justin Chancellor., bajista de la banda de rock progresivo Tool.
La banda publicó una imagen en blanco y negro de texto que decía "Year of the Snitch - nuevo álbum próximamente..." en su página web oficial el 22 de marzo de 2018. Death Grips compartió la carátula del álbum Year of the Snitch el 6 de abril de 2018. El sitio web del sello de la banda Third Worlds también se actualizó con esta información.
La lista de canciones del álbum se lanzó el 11 de abril a través de un video publicado en las redes sociales y el canal de YouTube de la banda. El video consistía en los nombres de las pistas que se enviaban por SMS al usuario de un iPhone a través de una grabadora de pantalla, mientras se reproducían videos cortos en primer plano. Acompañando a los diferentes tonos de llamada, se pueden escuchar voces gritadas del líder de la banda, MC Ride, provenientes de la última pista del álbum, "Disappointed".
Death Grips subió un video musical de la canción "Streaky" en su canal de YouTube el 5 de mayo de 2018, como primer sencillo del álbum, seguido de la canción "Black Paint" el 15 de mayo, y el video musical para el sencillo del tercer álbum, " Flies ", el 22 de mayo.
La banda publicó un video corto en Instagram el 23 de mayo, con DJ Swamp actuando en un tocadiscos en un estudio de grabación, con la leyenda que dice que "esta presente en la mayoría de Year of the Snitch".
El cuarto sencillo, "Hahaha", fue subido por la banda a su página de YouTube el 7 de junio. Ese mismo día, se anunció la fecha de lanzamiento del álbum para el 22 de junio. El 15 de junio se subió un video musical de la canción "Dilemma" con Andrew Adamson al canal de YouTube Death Grips. Un sexto sencillo, "Shitshow", se subió a YouTube dos días después. Tres días después, el 20 de junio, se lanzó el video oficial de "Shitshow". Fue dirigida por Zach Hill y Galen Pehrson.

### Interpretaciones
La banda ha sido notoria por su invocación del infame líder de culto Charles Manson, a partir de su muestreo de su voz en su mixtape debut " Exmilitary ". Antes del lanzamiento del álbum, se especuló que el título "Year of the Snitch" era una referencia al cumpleaños número 69 de la miembro de la familia Manson convertida en testigo clave Linda Kasabian. Esta teoría está respaldada por la fecha de lanzamiento del álbum el 22 de junio, un día después del cumpleaños de Kasabian, así como por la cuarta pista "Linda's in Custody", que parece aludir a su papel en los asesinatos de Tate-LeBianca .

## Recepción de la crítica
Year of the Snitch recibió críticas generalmente favorables de los críticos. En Metacritic, que asigna una calificación normalizada de 100 a las reseñas de las principales publicaciones, el álbum recibió una puntuación promedio de 69 sobre 100, según 8 reseñas.  En su reseña para AllMusic, Rob Wacey afirmó que "Ninguno de sus lanzamientos es igual a otro, y con Year of the Snitch, continúan rompiendo límites y expectativas. El disco es otro ejemplo de verdadera experimentación con su sonido junto con una ética de trabajo intransigente y una sed de originalidad".  Escribiendo para The Line of Best Fit, Steven Loftin llamó a la banda "una de las bandas más emocionantes actualmente activas" y describió el álbum como "empujando todos los límites a su alrededor".  Ian Cohen de Pitchfork calificó el álbum de "explosivo" y "divertido como el infierno", pero "falta de un objetivo claro para darle significado". 
Christopher R. Weingarten de Rolling Stone nombró la canción "Black Paint" como su elección de 2018 para la serie "Canción del verano" de la revista. 

## Listado de pistas
| N.º                   | Título                  | Duración |  |
| 1.                    | «Death Grips Is Online» | 3:32     |  |
| 2.                    | «Flies»                 | 2:33     |  |
| 3.                    | «Black Paint»           | 3:49     |  |
| 4.                    | «Linda's in Custody»    | 3:30     |  |
| 5.                    | «The Horn Section»      | 1:32     |  |
| 6.                    | «Hahaha»                | 3:35     |  |
| 7.                    | «Shitshow»              | 1:45     |  |
| 8.                    | «Streaky»               | 2:56     |  |
| 9.                    | «Dilemma»               | 3:54     |  |
| 10.                   | «Little Richard»        | 2:25     |  |
| 11.                   | «The Fear»              | 3:21     |  |
| 12.                   | «Outro»                 | 1:02     |  |
| 13.                   | «Disappointed»          | 3:21     |  |
| Duración total: 37:15 |                         |          |  |

Notas
- "Hahaha" se deletreaba "Ha Ha Ha" en las primeras publicaciones antes del lanzamiento del sencillo.[29]

## Personal
- Stefan Burnett - voz, letra
- Zach Hill - batería, producción, voz en "Little Richard", letra
- Andy Morin - teclados, producción, letras

Personal adicional
- DJ Swamp – tocadiscos
- Andrew Adamson - introducción de palabras habladas en "Dilemma"
- Justin Chancellor - bajo en "Disappointed"[cita requerida]
- Juez Yeldham – copa sobre “Death Grips Is Online” y “Outro”[cita requerida]

## Posición
| Chart (2018) | Peak position |
| ------------ | ------------- |
| 97           | 97            |
| 10           | 10            |
| 16           | 16            |